# Черемнова
Черемно́ва (рос. Черемнова) — присілок у складі Слободо-Туринського району Свердловської області. Входить до складу Усть-Ніцинського сільського поселення.
Населення — 26 осіб (2010, 43 у 2002).
Національний склад населення станом на 2002 рік: росіяни — 98 %.